# مراسم نقاب‌پوشان
مراسم نقاب‌پوشان (انگلیسی: Masquerade ceremony) (تشریفات، جشنواره، دسته‌روی و رقص با ماسک) رویدادی فرهنگی یا دینی است که با زدن صورتک به چهره برگزار می‌شود. از نمونه‌های آن می‌توان به جشن‌هایی که در آفریقای غربی برگزار می‌شود، اشاره کرد.